# Skype協定
Skype協定（英語：Skype protocol），由Skype公司發展的專有通訊協定，以對等網路（peer-to-peer）方式建立電話網路。這個協定的內容並沒有被公開發布，採用這個協定的軟體，也是專有軟體。
在沒有獲得Skype公司適當授權的前提下，Skype網路，與其他絕大多數VoIP網路間，不具互操作性。研究者以逆向工程來揭露Skype協定的內容，並根據這些已知的內容，以一些非正式的軟體完成連線，來使用Skype公司提供的服務。
2014年6月20日，微軟公司宣布舊有Skype協定失效。在接下來幾個月間，所有Skype用戶必須強制升級到在2014年釋出的新版軟體，才能繼續使用Skype服務。

## 外部連結
- L. De Cicco, S. Mascolo, V. Palmisano.  (PDF). WWIC 07. Springer. May 2007  [2013-10-01]. （原始内容存档 (PDF)于2010-12-07）.
- L. De Cicco, S. Mascolo, V. Palmisano.  (PDF). Proc. of IEEE Conference on Decision and Control 2008. December 9–11, 2008  [2013-10-01]. （原始内容存档 (PDF)于2011-09-26）.
- Dario Bonfiglio, Marco Melia, Michela Meo, Dario Rossi, Paolo Tofanelli. . ACM SIGCOMM Computer Communication Review. August 27–31, 2007  [2013-10-01]. （原始内容存档于2011-04-30）.